# ドロモルニス
ドロモルニス（学名：Dromornis）は、先史時代の鳥類の属の1つ。身長は3メートル、体重は650キログラムに達した。中新世後期から鮮新世前期にかけて、オーストラリア大陸に生息していた。

## 分類・名称

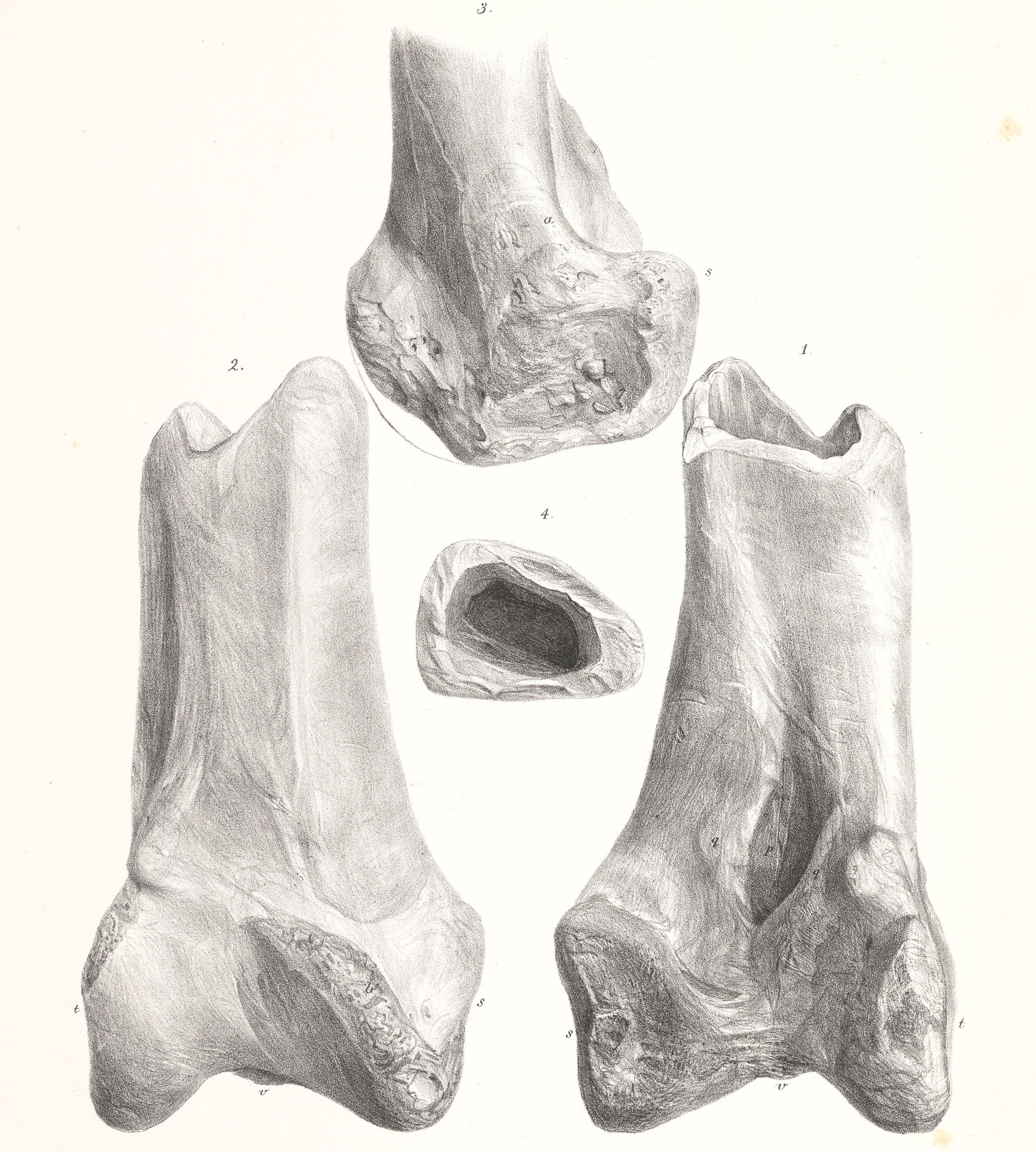
タイプ標本

巨大なエミューのような外見をしているが、キジカモ類に近縁であり、約800万年前から3万年前まで生息していたドロモルニス科に属する。オーストラリア大陸はドロモルニスの時代まで数千万年に渡って南の巨大なゴンドワナ大陸から分断されており、オーストラリア大陸の動物は他の大陸の動物とほぼ完全に隔絶された状況で非常にゆっくり進化を続けていた。タイプ標本である大腿骨はクイーンズランド州ピークダウンズの井戸の深さ55メートルの地点で発見され、1872年にリチャード・オーウェンの手で記載された。模式種であるD. australis種の化石は保存が悪く他のドロモルニス属との時間的な間隔も大きいため、D. stirtoni種は後にブロコルニス属に再分類される可能性がある。
ドロモルニスは "Mihirung birds" や "Stirton's Thunder Birds" と呼ばれることもある。"Mihirung paringmal" とはビクトリア州西部の原住民の言語で「巨大な鳥」を意味する。

## 形態・生態

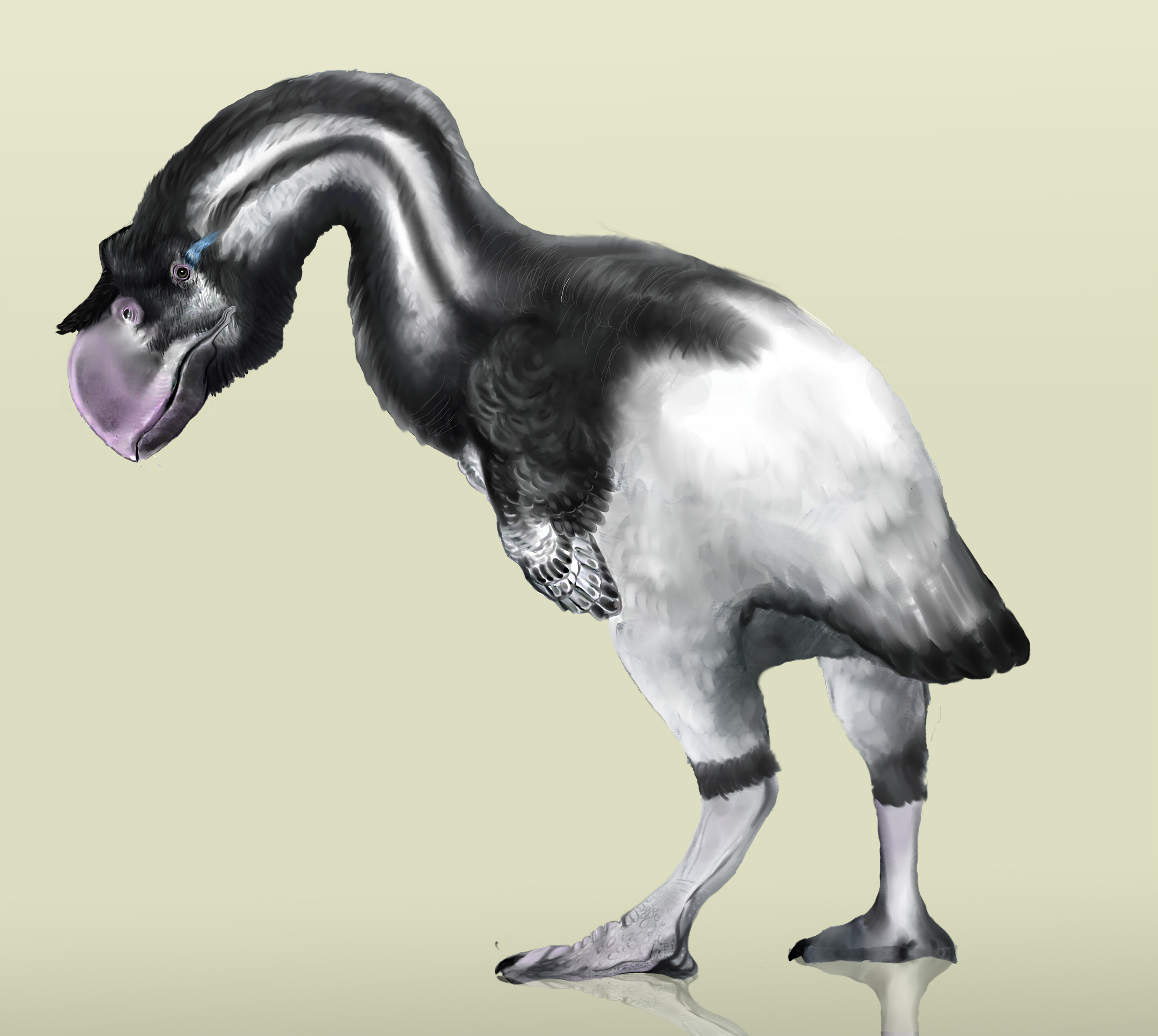
D. stirtoni種の復元図

ドロモルニスの身長は3メートルで体重は650キログラムに達し、モアより重くエピオルニスより高かったことになる。長い首と短い翼をもち、飛翔は不可能だった。強い脚をもっていたが俊足ではなかったと考えられている。クチバシは非常に大きく強力だったため、硬い植物の茎を切断するためにクチバシを使った植物食性動物であるという説が出された。フォルスラコスのような動物食性動物とする意見もあるが、クチバシには動物食性に特化した特徴が欠落していると同時に植物食性の特徴が示唆されており、このような意見は否定されている。
ドロモルニスには性的二形があり、雄は雌との身長差はほとんど無かったものの、雌よりも丈夫で重厚だった。

## 生息環境
ドロモルニスはオーストラリア大陸における亜熱帯域の開けた森林に生息していた。気候の推定は困難を極めるものの、ドロモルニスが生息していた時代のアルコータ化石層では豊富な水と森林が存在していた。